# Achrestus venustus
Achrestus venustus – gatunek chrząszcza z rodziny sprężykowatych.
Owad osiąga długość 10-13,5 mm.
Ciało chrząszcza ma kolory ciemnobrązowy, czarny i żółtawy.
Cechuje się on czołem barwy czarnej, na którym na przedzie pośrodkowo widnieje żółta, trójkątna plama. Czułki są lekko zębate, składają się z 11 segmentów. U samca 3,5 segmenta sięga tylnych kątów przedplecza. Ich podstawa jest węższa od oka. 2. segment ma kształt okrągły, a 3. dysponuje bocznym wyrostkiem, nie różniąc się długością od czwartego. Górna warga wykazuje kształt zbliżony do prostokątnego, jednakże jej kąty uległy zaokrągleniu, charakteryzuje się długimi setami. Żuwaczki są solidnie zbudowane, występuje penicillius. Tworzą go krótkie sety. Ta pośrodkowa okolica dobrze się u tego gatunku rozwinęła.
Przedplecze barwy czarnej zdobią 3 podłużne, żółte pasy. Jego szerokość przewyższa długość, jest ono wypukłe. Grzbiet pokrywają wypukłe pokrywy. Samiec posiada długi i wąski aedagus.
Owad występuje w Ameryce Południowej, w Brazylii.